# Edward Daly
Edward Kevin Daly (ur. 5 grudnia 1933 w Ballyshannon, zm. 8 sierpnia 2016) – irlandzki duchowny katolicki, biskup Derry w latach 1974–1993.

## Życiorys
Święcenia kapłańskie otrzymał 16 marca 1957.
31 stycznia 1974 papież Paweł VI mianował go biskupem diecezjalnym Derry. 31 marca tego samego roku z rąk kardynała Williama Conwaya przyjął sakrę biskupią. 26 października 1993 ze względu na wiek na ręce papieża Jana Pawła II złożył rezygnację z zajmowanej funkcji.
Zmarł 8 sierpnia 2016.